# Салтов дик-дик
Салтов дик-дик (лат. Madoqua saltiana) је врста сисара из реда папкара (Artiodactyla) и породице шупљорожаца (Bovidae).

## Угроженост
Ова врста није угрожена, и наведена је као последња брига јер има широко распрострањење.

## Распрострањење
Врста је присутна у Еритреји, Етиопији, Кенији, Сомалији, Судану и Џибутију.

## Популациони тренд
Популација ове врсте је стабилна, судећи по доступним подацима.

## Станиште
Салтов дик-дик има станиште на копну.